# النادي القصري
 النادي الرياضي القصري هو نادٍ رياضي مغربي من مدينة القصر الكبير. تأسس سنة 1938 من طرف شخصيات إسبانية كانت مقيمة في مدينة القصر الكبير شمال المغرب. كان النادي القصري يسمى في السابق  ديبورتيفو القصر  Club Deportivo Alcazar، مارس النادي في السنوات الأولى بعد نشأته سنة 1938 في الأقسام الشرفية الإسبانية، وتحول سنة 1956 بعد الاستقلال للممارسة في الأقسام الشرفية المغربية والتي ما زال ممارسا فيها إلى الآن. كان الأزرق هو اللون الرسمي لأقمصة النادي قبل الاستقلال، لكن المسؤولين عن النادي بعد الاستقلال اختاروا أقمصة مخططة عموديا بالأخضر والأبيض كِبذل رسمية للنادي وتم أيضا تغيير شعار النادي.

## الشعار السابق للنادي
- الشعار السابق للنادي القصري والذي كان يسمى  ديبورتيفو القصر . يحتوي الشعار على رسم على هيأة صومعة مسجد في النصف الأعلى للشعار وفي النصف الثاني لون الفريق الأزرق أثناء فترة الحماية الإسبانية.

شعار النادي منذ الاستقلال وإلى أوائل تسعينيات القرن العشرين.

خارطة تمثل منطقة نفوذ إسبانيا شمال المغرب إبان عهد الاستعمار

علم إقليم المغرب الإسباني إبان عهد الاستعمار

الشعار الحالي

## أقمصة النادي

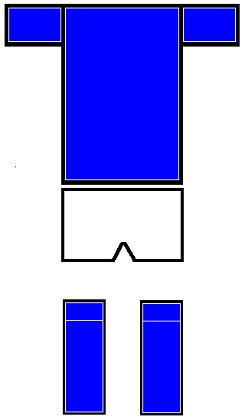
القميص الرسمي لنادي ديبورتيفو القصر